# Задіґ, або Талан
«Задіґ, або Талан» (фр. Zadig ou la Destinée) — філософський роман французького письменника Вольтера, написаний та опублікований в 1747 році під назвою «Мемнон» (фр. Memnon). У 1748 році відбулась ще одна публікація, доповнена кількома розділами вже під теперішньою назвою.
Роман написаний за мотивами перської казки «Три принца Серендіба». Задіг використовує перевагу науки свого часу та вдається йому пройти далі у своїх висновках за принців. Вольтер зображує цілу моральну революцію, кидаючи виклик релігійній та метафізичній ортодоксальності.

## Короткий зміст
Вольтер розповідає про юнака, на ім'я Задіґ, який пізнає східний світ.
Доля героя то милостива, то жорстока, вона постійно змінюється, переживаючи перипетії успіху та невдач, які пронизують весь текст. Задіґу все ж таки вдається стати урядовцем вавилонського царя, який дійсно цінував його через здійснення Задіґом справедливої політики: його рішення та постанови ніколи не брали до уваги багатства.
На жаль для Задіґа, при дворі дізнаються про його роман з царицею Астартою, що повністю компрометує його. Побоюючись, що цар у помсту вб'є царицю, Задіґ вирішує втекти з Вавилонського царства.
У своїй мандрівці світом Задіґ зустрічає багато колоритних персонажів, іноді потрапляє у безвихідь та страждання, стикається з несправедливістю та забобонами, але ніколи не втрачає надії одного дня знову знайти Астарту. Нарешті він повертається до Вавилону, кидає виклик цареві і, здобувши перемогу, займає його місце.